# 霍鵬 (嘉靖進士)
霍鵬（？—？），山西太原右衛人，明朝政治人物、同進士出身。

## 生平
嘉靖元年（1522年）壬午科山西鄉試舉人，五年（1526年），登丙戌科进士，授陕西涇陽縣知縣，爲人豪放，遇事立辦。升西安府同知。